# Hirvli
Hirvli – wieś w Estonii, w prowincji Harju, w gminie Kuusalu.